# Österrike i olympiska vinterspelen 1960
Österrike deltog i olympiska vinterspelen 1960. Österrikes trupp bestod av 26 idrottare varav 17 var män och 9 var kvinnor. Den yngsta av Österrikes deltagare var Regine Heitzer (16 år, 6 dagar) och den äldsta var Walter Steinegger (31 år, 315 dagar).

## Medaljer

### Guld
- Alpin skidåkning
  - Slalom herrar: Ernst Hinterseer

### Silver
- Alpin skidåkning
  - Slalom herrar: Matthias "Hias" Leitner
  - Storslalom herrar: Josef "Pepi" Stiegler

### Brons
- Alpin skidåkning
  - Storslalom herrar: Ernst Hinterseer
  - Störtlopp damer: Traudl Hecher
- Backhoppning
  - Normal backe: Otto Leodolter

## Resultat

### Alpin skidåkning
- Störtlopp herrar
  - Karl Schranz - 7
  - Egon N. Zimmermann - 10
  - Josef "Pepi" Stiegler - 15
  - Andreas "Anderl" Molterer - 19
- Storslalom herrar
  - Josef "Pepi" Stiegler - 2
  - Ernst Hinterseer - 3
  - Karl Schranz - 7
  - Andreas "Anderl" Molterer - 12
- Slalom herrar
  - Ernst Hinterseer - 1
  - Matthias "Hias" Leitner - 2
  - Josef "Pepi" Stiegler - 5
  - Ernst Oberaigner - ?
- Störtlopp damer
  - Traudl Hecher - 3
  - Erika Netzer - 8
  - Josefine "Putzi" Frandl - 39
  - Herlinde Beutlhauser - ?
- Storslalom damer
  - Hilde Hofherr - 9
  - Josefine "Putzi" Frandl - 21T
  - Traudl Hecher - 25
  - Erika Netzer - ?
- Slalom damer
  - Hilde Hofherr - 5
  - Josefine "Putzi" Frandl - 16
  - Marianne Jahn-Nutt - ?
  - Traudl Hecher - ?

### Backhoppning
- Normal backe
  - Otto Leodolter - 3
  - Alwin Plank - 14
  - Walter Steinegger - 16
  - Willi Egger - 34

### Hastighetsåkning på skridskor
- 500 m herrar
  - Franz Offenberger - 29
  - Hermann Strutz - 40

- 1 500 m herrar
  - Hermann Strutz - 24
  - Franz Offenberger - ?

- 5 000 m herrar
  - Hermann Strutz - 18
  - Franz Offenberger - 29

- 10 000 m herrar
  - Hermann Strutz - 19

### Konståkning
- Singel herrar
  - Peter Jonas - 13
  - Norbert Felsinger - ?
- Par
  - Diana Hinko och Heinz Döpfl - 8
- Singel damer
  - Regine Heitzer - 7
  - Karin Frohner - 9

### Nordisk kombination
- Individuell
  - Alois Leodolter - 21